# Главный юстициарий Англии
Главный юстициарий Англии (англ. Chief Justiciar) — должность при английском королевском дворе в XII—XIII веках. Первоначально главный юстициарий замещал короля во время его отсутствия, а также возглавлял королевскую администрацию. Постепенно главные юстициарии приобрели огромную власть в Англии и стали угрожать положению короля. После падения в 1232 году Хьюберта де Бурга на должность не назначались крупные бароны, а позиция первого чиновника в королевской администрации в итоге перешла к канцлеру. При Эдуарде I должность главного юстициария была упразднена, а её функции были разделены между тремя чиновниками.

## История должности
Изначально в английском королевстве юстициариями называли всех чиновников королевского суда (Curia Regis), которые были достаточно квалифицированы, чтобы исполнять обязанности судьи в суде графств. Первые короли Англии после нормандского завоевания проводили много времени в своих континентальных владениях. Для управления королевством во время своего отсутствия король ввёл должность заместителя короля (фр. viceroy, лат. vicarious, procurator), которая впоследствии получала название юстициария. Они выполняли обязанности регента или лейтенанта королевства. Впервые должность заместителя учредил Вильгельм I Завоеватель в марте 1067 года, назначив на неё двух своих доверенных лиц — Одо, епископа Байё, и Уильяма Фиц-Осберна. Позже этих королевских представителей стали называть главными юстициариями (англ. Chief Justiciar) или королевскими столичными юстициариями (англ. royal capital justiciar), хотя одновременно оба названия не упоминаются.
Главный юстициарий возглавлял королевскую администрацию во время отсутствия короля. Для представления своих интересов во всех судебных, финансовых и судебных делах король назначал в графства специальных чиновников — шерифов. Они возглавляли суды, после чего решения передавались непосредственно к королю. Во время правления Вильгельма II Рыжего многие шерифы были сильно перегружены. Кроме того, короли не понимали язык, на котором говорили его подданные. В результате в это время должность главного юстициария стала постоянной. По мнению ряда историков, первым главным юстициарием был Роджер, епископ Солсбери, хотя Фрэнк Барлоу считает, что первым эту должность занимал Ранульф Фламбард, главный советник Вильгельма II.
В отличие от других приближённых короля, юстициарии пользовались всей полнотой королевской власти. Например, Роджера, епископа Солсбери, который был юстициарием в 1123—1126 годах, называли «вторым после короля» (лат. secundus a rege). На эту должность выбирались только люди, пользовавшиеся абсолютным доверием короля. При этом король сохранял контроль над королевством даже во время нахождения на континенте. Хорошо отлаженная система доставки важных донесений приводила к тому, что даже находясь в Руане или Кане король был хорошо осведомлён о том, что происходит в Англии не хуже, чем если бы он находился в Йорке.
Во второй половине XII века полномочия юстициария существенно расширились. Связано это было с частыми длительными отлучками короля на континент. В результате юстициарий стал заведовать также всеми судебными и финансовыми делами в королевстве. Частое отсутствие короля в Англии, а также тот факт, что главными юстициариями становились представители знати и епископы, сделало эту должность очень важной. Это привело к тому, что положение юстициария стало угрожать королевской власти, что привело в итоге к упразднению должности. Последним значительным главным юстициарием был Хьюберт де Бург. После его падения в 1232 году на должность не назначались крупные бароны, а позиция первого чиновника в королевской администрации в итоге перешла к канцлеру. При Эдуарде I должность была отменена, а её функции разделены между тремя чиновниками: судьёй в суде по гражданским делам (англ. Justices of the Court of Common Pleas), судьёй в суде королевской скамьи (англ. Justices of the Court of King's Bench) и барона в суде Казначейства (англ. Barons of the Court of Exchequer).

## Главные юстициарии Англии
Известны следующие главные юстициарии:
| Король                  | Главный юстициарий                    | Даты правления                              |
| ----------------------- | ------------------------------------- | ------------------------------------------- |
| Генрих I                | Роджер, епископ Солсбери              | 1102 — 1116?                                |
| Генрих I                | Ральф Бассет                          | ок. 1110 — 1127                             |
| Генрих I                | Ричард Бассет                         |                                             |
| Стефан Блуасский        | Роджер, епископ Солсбери              | ? — 1139                                    |
| Генрих II Плантагенет   | Роберт де Бомон, 2-й граф Лестер      | 1154/1155 — 1168                            |
| Генрих II Плантагенет   | Ричард де Люси                        | 1154/1155 — 1179                            |
| Генрих II Плантагенет   | Ранульф де Гленвиль                   | 1180 — 1189                                 |
| Ричард I Львиное Сердце | Ранульф де Гленвиль                   | 1189                                        |
| Ричард I Львиное Сердце | Уильям де Мандевиль, 3-й граф Эссекс  | сентябрь — ноябрь 1189                      |
| Ричард I Львиное Сердце | Гуго де Пюизе, епископ Дарема         | декабрь 1189 — апрель 1190                  |
| Ричард I Львиное Сердце | Уильям де Лоншан, епископ Или         | 1190 — 1191                                 |
| Ричард I Львиное Сердце | Уолтер Кутанский, архиепископ Руана   | 1191 — 1193                                 |
| Ричард I Львиное Сердце | Хьюберт Уолтер, епископ Солсбери      | декабрь 1193 — 1198                         |
| Ричард I Львиное Сердце | Джеффри Фиц-Петер, 1-й граф Эссекс    | 11 июля 1198 — 1199                         |
| Иоанн Безземельный      | Джеффри Фиц-Петер, 1-й граф Эссекс    | 1199 — 14 октября 1213                      |
| Иоанн Безземельный      | Пьер де Рош, епископ Уинчестера       | 1214 — 1215                                 |
| Иоанн Безземельный      | Хьюберт де Бург, 1-й граф Кент        | 1215 — 1216                                 |
| Генрих III              | Хьюберт де Бург, 1-й граф Кент        | 1216 — 1232                                 |
| Генрих III              | Стефан де Сегрейв                     | 1232 — 1234                                 |
| Генрих III              | Хью Биго                              | 1258 — 1260                                 |
| Генрих III              | Хью ле Диспенсер, 1-й барон Диспенсер | 1260 – май 1261, июль 1263 – 4 августа 1265 |
| Генрих III              | Филипп Бассет                         | май 1261 — июль 1263                        |